# Sabana y praderas inundadas del Sudd y el Sahel
La región de sabana y praderas inundadas del Sudd y el Sahel es una ecorregión incluida en la lista Global 200 del WWF. Comprende los principales humedales del norte de la ecozona afrotropical (África central y occidental) en el Sudd y el Sahel, y está formada por tres ecorregiones:
- El Sudd o Pradera inundada del Sahara
- Sabana inundada del delta interior del Níger-Bani
- Sabana inundada del lago Chad